# Ludvig Nobel

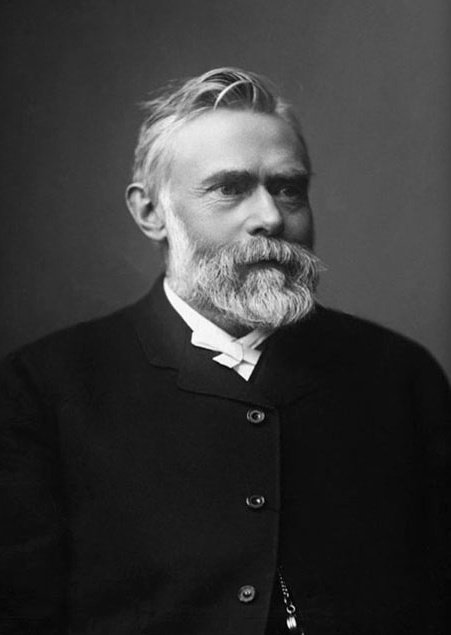
Ludvig Nobel

Ludvig Immanuel Nobel (* 27. Juli 1831 in Stockholm; † 12. April 1888 in Cannes) war ein schwedischer Industrieller und Ölmagnat. Er war der Bruder des Nobelpreis-Stifters Alfred Nobel.

## Frühe Jahre
Ludvig Nobel war Sohn des schwedischen Unternehmers und Erfinders Immanuel Nobel. Gemeinsam mit seinen Brüdern Robert und Alfred Nobel absolvierte er eine technische Ausbildung in Russland, wo der Vater ab 1842 als selbstständiger Industrieller tätig war. Praktische Erfahrung erhielt Ludvig Nobel in den 1850er Jahren in der Maschinenfabrik der Familie in Sankt Petersburg. Dort wurde er zu einem der engsten Mitarbeiter des Vaters. Insbesondere von 1853 bis 1856, während des Krimkrieges, war die Firma wirtschaftlich sehr erfolgreich und beschäftigte über tausend Arbeiter.

## Unternehmer
Nach der Beendigung des Krieges durch den Frieden von Paris blieben die Aufträge aus. 1859 wurde die Firma liquidiert und der Vater zog nach Schweden zurück. Die Gläubiger überredeten jedoch Ludvig Nobel, als Geschäftsführer weiter dort tätig zu bleiben. Bald hatte Ludvig Nobel wieder Erfolg mit der Firma, die ab 1862 auch seinen Namen trug. Mit sozialen Maßnahmen, unter anderem der Kürzung des Arbeitstages für die Arbeiter von 14 auf 10½ Stunden, gewann er Ansehen. Mit weiteren Unternehmungen, wie einer Gewehr-Fabrik in der Nähe von Perm, hatte Nobel von 1871 bis 1880 ebenfalls großen Erfolg. Wie sein Vater war Ludvig Nobel ein beeindruckender Erfinder, der sich ständig um die Verbesserung der Maschinen bemühte.

## Branobel

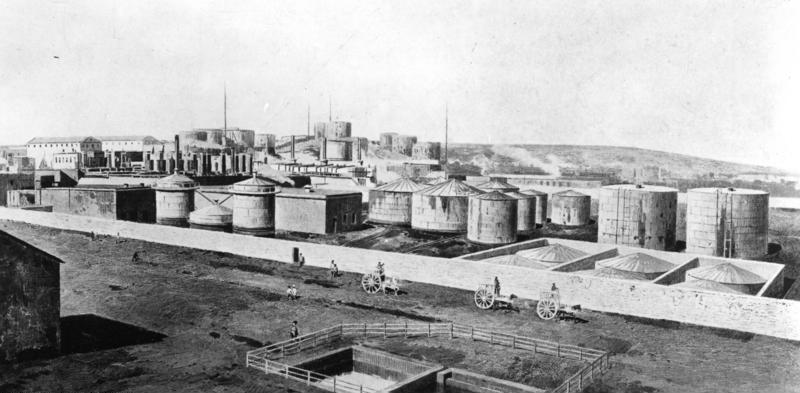
Erdöltanks von Branobel in Baku (1912)

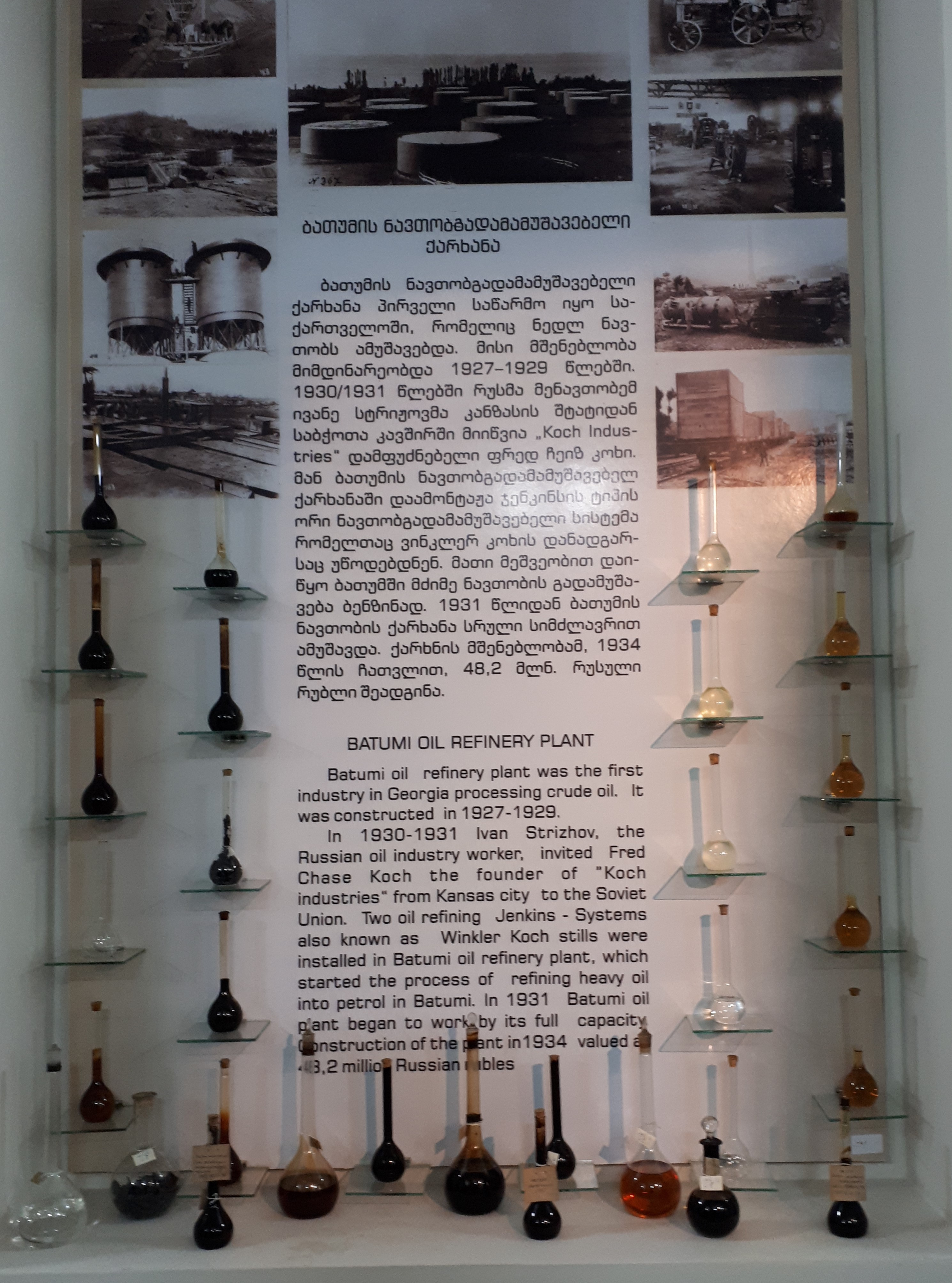
Von Nobel raffinierte Ölprodukte (Gebrüder Nobel Museum, Batumi)

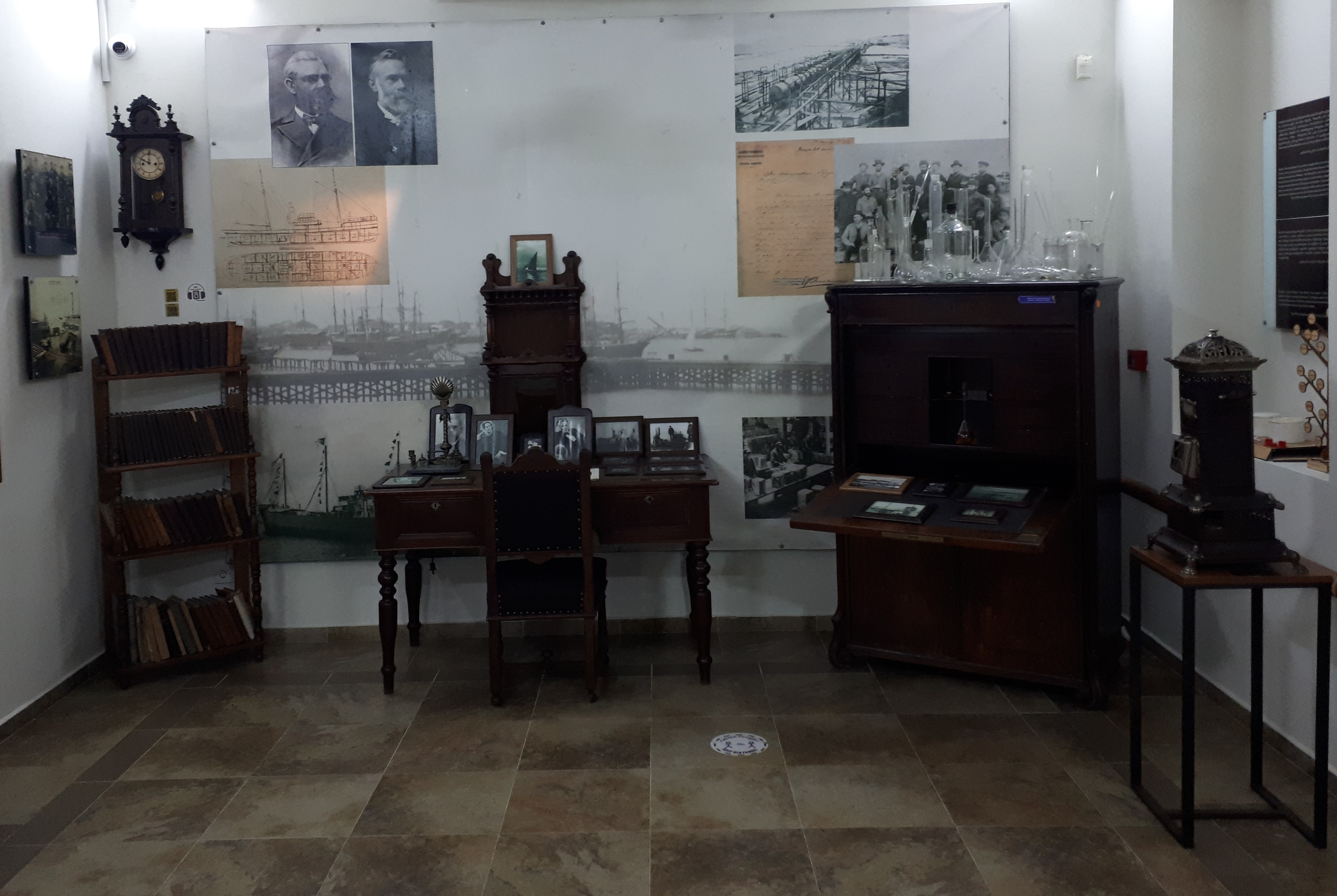
Original der Büroausstattung von Ludvig und Robert Nobel, Gebrüder Nobel Museum in Batumi

Auf Initiative seines Bruders Robert engagierte sich auch Ludvig Nobel im Süden Russlands, vor allem um Holz für Gewehrkolben zu verarbeiten. Dort erkannte Robert die Möglichkeiten, die Ölfunde boten. Ab 1878 engagierte sich Ludvig Nobel zusammen mit seinem Bruder Robert in der von ihnen 1876 gegründeten Firma Branobel (aus dem russischen für Товарищество нефтяного производства братьев Нобель, Genossenschaft für Ölgewinnung der Gebrüder Nobel, Brüder russ. Bratja Nobel), einem Ölunternehmen in Baku, das unter seiner Führung zu einem der größten Unternehmen des zaristischen Russland aufstieg. Wichtige Erfindungen der Branche, wie den Bau von Pipelines, so auch von Baku am Kaspischen Meer in die Hafenstadt Batumi am Schwarzen Meer, eine moderne Ölraffinierung (in Batumi), oder der Einsatz von Öltankern stammen von Ludvig Nobel. Der von beiden angelegte Park in Baku, die Villa Petrolea, kann heute noch besichtigt werden. 1890 kamen 40 % der weltweiten Ölproduktion aus Baku. Durch den wirtschaftlichen Erfolg wurde Ludvig Nobel zu einem der führenden, innovativsten und reichsten Industriellen seiner Zeit.
Nach Ludvig Nobels Tod führte sein Sohn Emanuel Nobel die Geschäfte von Branobel fort.

## Privatleben
Ludvig Nobel war zweimal verheiratet. 1858 ehelichte er seine Cousine Sofia Vilhelmina Ahlsell, 1870 Edla Constantia Collin. Seine Söhne waren Emanuel und Carl Nobel.
Am 12. April 1888 verstarb Ludvig Nobel im Alter von 56 Jahren in Cannes.